# Blanchefontaine
Pour l’article homonyme, voir Blanchefontaine (Belgique).
Blanchefontaine SA est une entreprise de production horlogère suisse implantée au cœur de Watch Valley, à Bonfol, dans le canton du Jura. Elle est spécialisée dans la création et la production de montres pour d'autres entreprises ou marques : private label, licensing, corporate business et personnalisations.

## Histoire
Après 9 années d'investissement au sein de la société horlogère Gigandet, Jean François Muller décide de s'appuyer sur un réseau de compétences locales pour créer sa propre structure de private label horloger et de personnalisation de montres à destination des entreprises.

## Compétences
Développement, création et production de montres certifiées Swiss Made pour les entreprises et les marques. Possibilités de personnalisation à partir d'un catalogue préexistant.